# Deathstroke: Knights & Dragons
Deathstroke: Knights & Dragons è una webserie animata americana che ha debuttato il 6 gennaio 2020. Originariamente pianificata per essere trasmessa come una serie di 12 episodi su CW Seed, questi piani sono stati cancellati dopo la comparsa del primo episodio su CW Seed. Il primo episodio e gli 11 episodi successivi pianificati per debuttare come serie web sono stati successivamente riutilizzati in un film d'animazione direct-to-video, Deathstroke: Knights & Dragons: The Movie, pubblicato digitalmente il 4 agosto e in Blu-ray il 18 agosto. Un secondo episodio è stato infine pubblicato 10 mesi dopo, il 24 novembre. Sebbene esista come film d'animazione DC direct-to-video, come Batman Ninja è considerato un'opera a sé stante che non fa parte della serie di film DC Original Animated Universe.

## Trama
Dieci anni fa, Slade Wilson, alias il super-assassino chiamato Deathstroke, ha commesso un tragico errore e sua moglie e suo figlio hanno pagato un prezzo terribile. Ora, un decennio dopo, la famiglia di Wilson è di nuovo minacciata.

## Personaggi
- Slade Wilson / Deathstroke, doppiato da Michael Chiklis[1]
- Adeline "Addie" Kane, doppiata da Sasha Alexander[1]
- Joseph Wilson / Jericho, doppiato da Griffin Puatu[1]
- Joseph Wilson da giovane, doppiato da Asher Bishop

- General Suarez / Doctor, doppiato da Castulo Guerra[1]
- Bronze Tiger, doppiato da Delbert Hunt[1]
- Jackal, doppiato da Chris Jai Alex[1]
- H.I.V.E. Queen / Jade, doppiata da Faye Mata[1]
- Lady Shiva / Nurse, doppiata da Panta Mosleh[1]
- William Wintergreen, doppiato da Colin Salmon[1]
- President / H.I.V.E. Pilot, doppiato da Imari Williams[1]
- Secretary of State, doppiata da Minae Noji[1]
- Kapoor, doppiato da Noshir Dalal[1]

## Episodi
| Episodio | Titolo originale            | Pubblicazione USA |
| -------- | --------------------------- | ----------------- |
| 1        | Knights & Dragons: Part One | 6 gennaio 2020    |
| 2        | Knights & Dragons: Part Two | 24 novembre 2020  |

## Produzione
La serie è stata annunciata a maggio 2019. Deathstroke: Knights & Dragons è andata in onda su CW Seed. Era prevista una durata di 12 episodi, tutti scritti da J.M. DeMatteis e diretti da Sung Jin Ahn. Il cast vocale della serie è stato rivelato a fine ottobre insieme a un trailer teaser pubblicato online.